# WS FTP
WS_FTP はアメリカの会社 Ipswitch, Inc. による、Windows用のFTPクライアント。WS_FTP の名称は「WinSock File Transfer Protocol」から取られている。

## 概要
WS_FTP は 1993年 に John A. Junod によって開発された。今日としては古いシェアウェアの FTP クライアントである。 John A. Junod は1996年にIpswitchにWS_FTPを売却し、2003年までIpswitchに勤務していた。WS_FTPの表示する"クラシック"な表示は中央が左右の2パネルに分かれ、左側にローカルコンピュータ、右側にリモートホストを表示する。このプログラムは質素なインターフェイスによる役立つプログラムであると評判を持つ。